# Palimpsesto (astronomía planetaria)

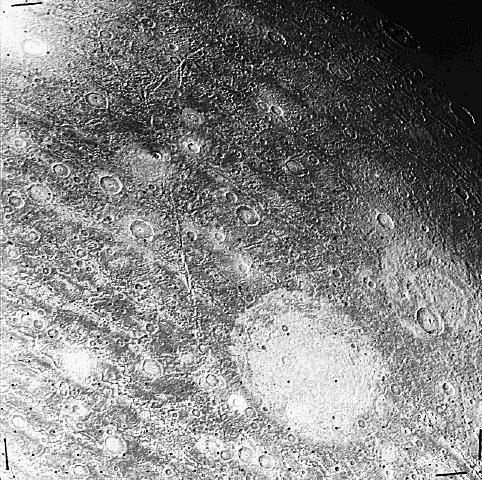
Voyager 2 imagen de Memphis Facula (zona blanca abajo a la derecha) en Ganímedes

Un palimpsesto en astronomía planetaria es un cráter antiguo en un satélite helado del Sistema Solar exterior cuyo relieve ha desaparecido debido al arrastre del hielo en su superficie ("relajación viscosa") o subsiguiente criovulcanismo, dejando una zona circular de albedo característico, en ocasiones con los restos de un brocal "fantasma". Las superficies heladas de satélites naturales como Callisto y Ganímedes conservan huellas de su historia en estos anillos. Un ejemplo típico es Memphis Facula en Ganímedes, un palimpsesto de 340 km de ancho.
Algunos cráteres de Mercurio o de la Luna con perfiles muy rebajados por efecto del vulcanismo también se describen con este calificativo cuando están muy desgastados.